# Малък австралийски медояд
Малките австралийски медояди (Anthochaera chrysoptera) са вид птици от семейство Медоядови (Meliphagidae), разпространени в областите близки до крайбрежието на югоизточна Австралия. Срещат се главно в гори и местности с храстова растителност, включително в паркове и градини. Макар и сравнително едри за семейството, те са най-дребният представител на род Anthochaera.